# Eduard Endell
Eduard Robert Endell (* 26. November 1852 in  Potsdam; † 19. Januar 1911 in Berlin) war ein deutscher Architekt und preußischer Baubeamter.

## Leben
Eduard Endell war ein Sohn des Regierungsmitglieds Geheimen Regierungsrats Karl Endell und dessen Ehefrau Elmire Charlotte geborene Groddeck in Potsdam. Nach einem Jahr als Baueleve in Potsdam studierte er an der Berliner Bauakademie. Danach war er beim Bau des Oberpräsidial- und Regierungsgebäudes und der chirurgischen Klinik der Universität in Königsberg i./Pr. tätig. Nach bestandener Baumeisterprüfung 1883 ging er als Regierungsbaumeister nach Breslau, wo er am Bau des Gerichtsgebäudes beteiligt war. 1885 wurde ihm die Leitung beim Neubau des Regierungsgebäudes in Stade übertragen. 1886 heiratete er in Breslau Gertrud Schroeter (1862–1945), Tochter des Mathematikprofessors der Breslauer Universität Heinrich Schroeter. 1891 wurde er zum Königlichen Bauinspektor ernannt und erhielt eine Stelle als ausführender Bauinspektor bei der Ministerial-Baukommission in Berlin. 1898 wurde er als Regierungs- und Baurat der Regierung in Düsseldorf zugewiesen. Nach sieben Jahren als hochbautechnisches Mitglied der Regierung in Düsseldorf ging er 1905 wieder nach Berlin, wo er vor allem bei den Universitätsbauten beteiligt war. Auch am Bau des Oberverwaltungsgerichts am Bahnhof Zoologischer Garten und des Kammergerichts am alten Botanischen Garten in Schöneberg war er beteiligt.
Nebenamtlich war er tätig für die Volksbaugesellschaft Berlin, die Poliklinik von Dr. Neumann und das Waisenhaus Altendorf i./Rheinland. Er war Mitglied im Berliner Architektenverein, an dessen Monatskonkurrenzen er sich zwischen 1882 und 1893 wiederholt beteiligte. An der Herausgabe der Reihe „Berlin und seine Bauten“ (1896) war er beteiligt und als Vorsitzender des Redaktionsausschusses für „Düsseldorf und seine Bauten“ (1904) war er ebenfalls tätig.
Das um 1907 erbaute eigene Landhaus auf dem Steglitzer Fichtenberg, Kaiser-Wilhelm-Straße 11a (heute Schmidt-Ott-Straße) konnte er nicht mehr lange bewohnen, denn er starb bereits 1911. Seine Witwe, die bis zu ihrem Tod im Jahr 1945 Eigentümerin blieb, vermietete das Haus. Unter anderem wohnte der Generalsuperintendent Otto Dibelius dort von 1925 bis 1934.

## Ehrungen
- Roter Adlerorden IV. Klasse[3]
- Königlicher Kronenorden II. Klasse[4]

## Bauten

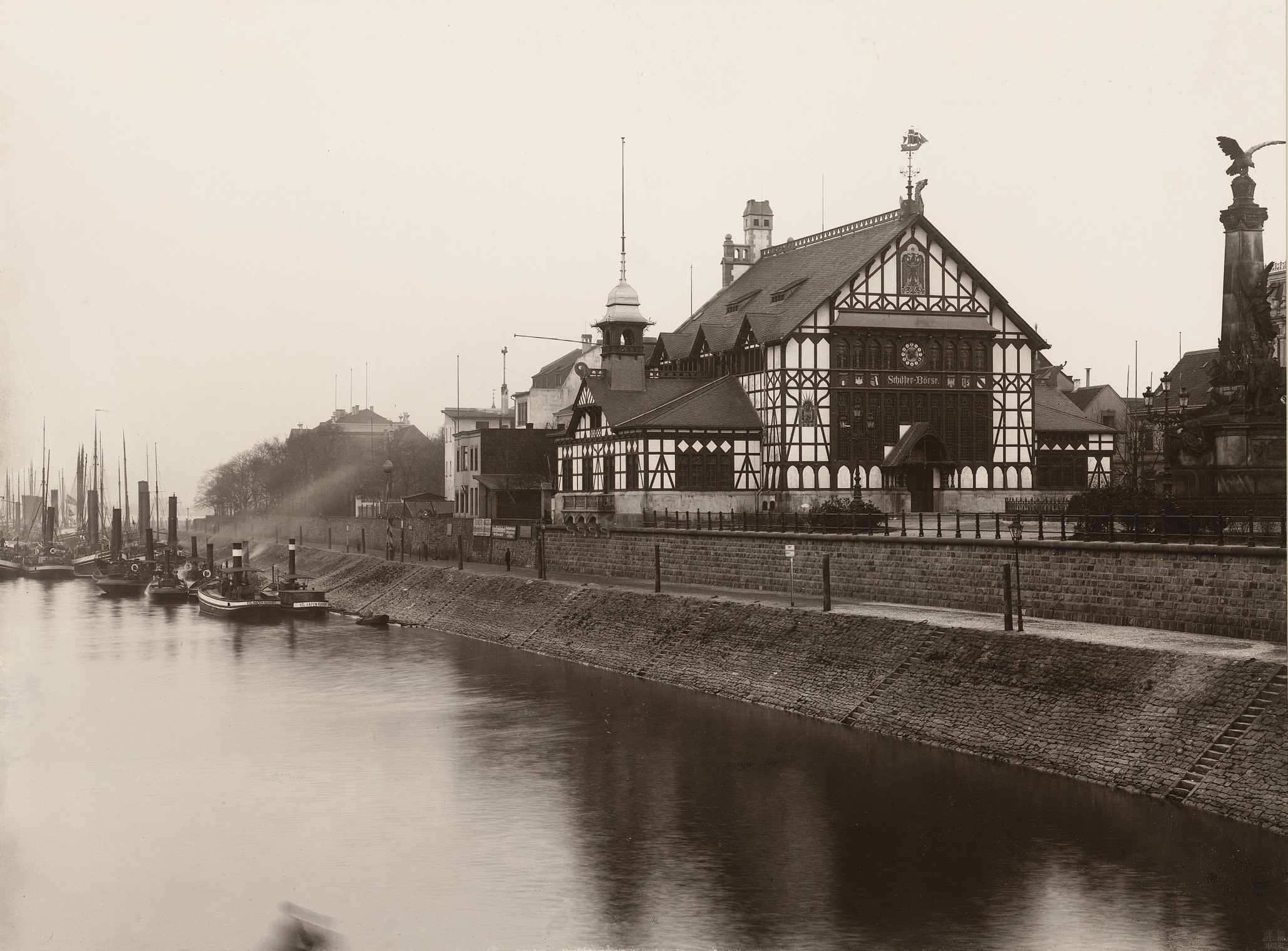
Schifferbörse in Duisburg-Ruhrort
Fotografie von Hermann Rückwardt

- 1887–1889: Regierungsgebäude in Stade (Entwurf, Ausführung zusammen mit Baurat Schwaegermann nach Entwurf des Geheimen Oberbaurats Karl Friedrich Endell)[5]
- 1891–1892: Zweites Anatomisches Institut der Universität Berlin (Bauausführung erst Paul Böttger, später Bauinspektor Endell)[6]
- Mausoleum der Familie Selve in Lüdenscheid (Wettbewerbsentwurf 1889; angekauft zur Ausführung)
- 1899–1901: Schifferbörse in Ruhrort (Bauleitung, Entwürfe: Oberbaudirektor Karl Hinckeldeyn, Ausführung: Landbauinspektor Bernhard Hertel)[7]
- 1910: Erweiterungen des Anatomischen Instituts der Berliner Universität (Leitung als Nachfolger von Klutmann und Mühlke nach Entwurf von Thür)[8]

## Wettbewerbsentwürfe
- 1884: Entwurf zu einer Wohnhausgruppe in Bochum[9] (Zwei gleiche Preise, Entwurf von Endell ausgeführt; nicht erhalten)
- 1885: Bebauung Kaiser-Wilhelm-Straße in Berlin (zusammen mit Kern)[10]
- 1890: Villenkolonie Grunewald, von der Kurfürstendammgesellschaft in Berlin ausgeschrieben (Entwurf wurde zum Ankauf empfohlen)[11]
- 1896: Rathaus Steglitz: Dritter Preis (zusammen mit Hans Rösener)[12]